# Haagse Avenio

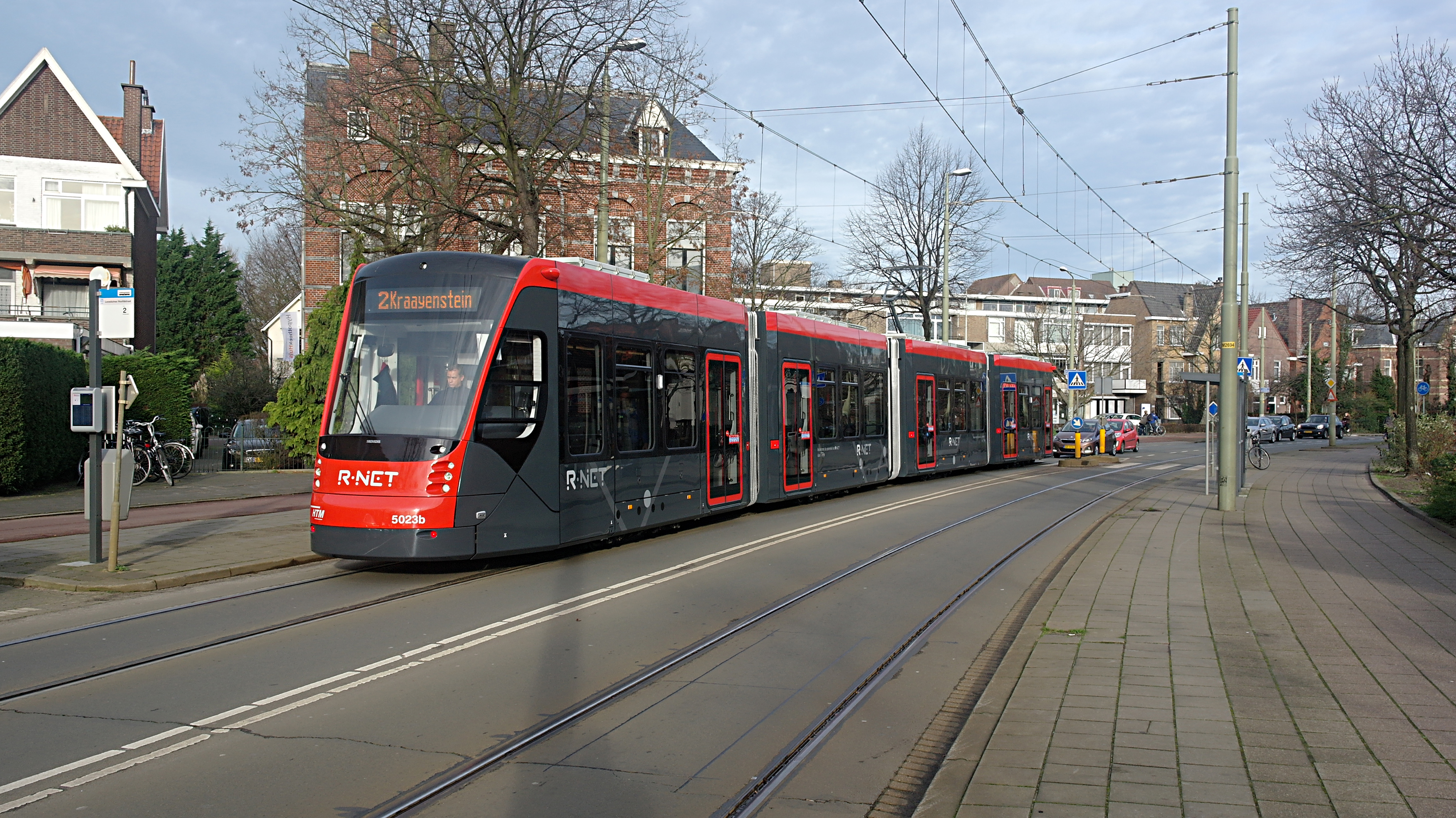
Avenio 5023 op de Lippe Biesterfeldweg (Loosduinen) op lijn 2; 30 december 2015

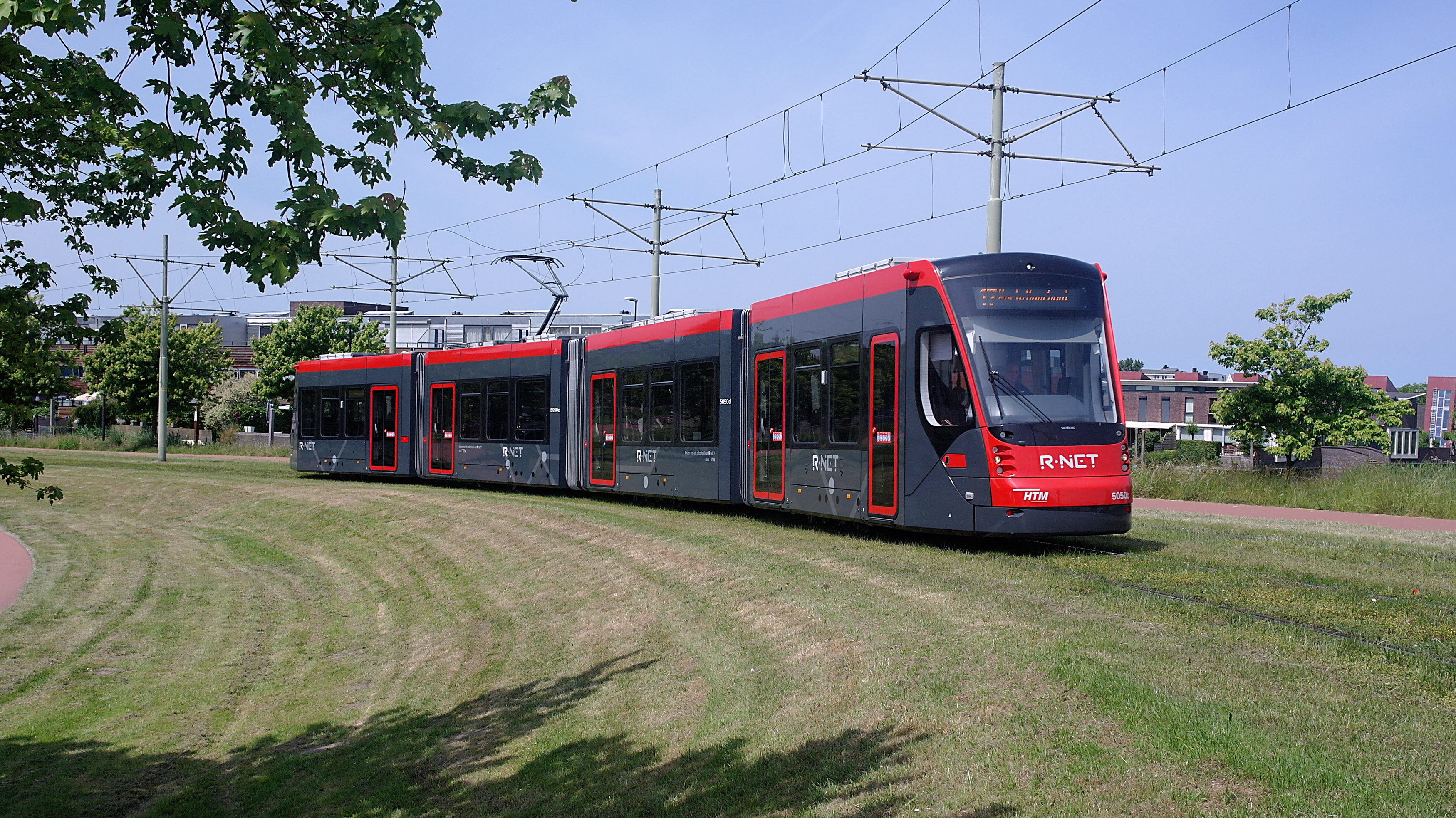
Avenio 5050 op lijn 17 op de Middenweg; 10 juni 2016.

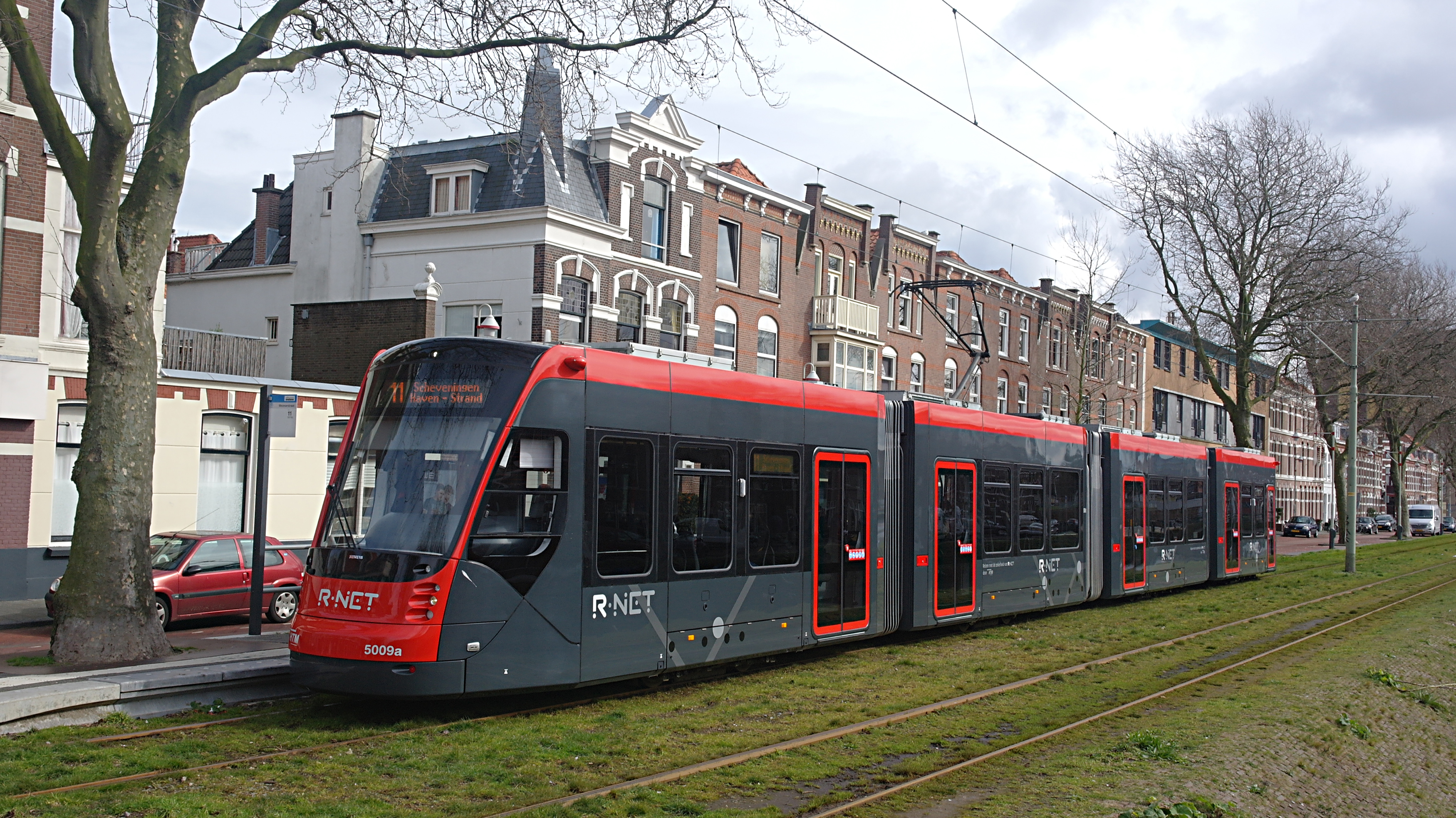
Sinds 7 maart 2016 worden Avenio's op lijn 11 ingezet. Conradkade, halte Weimarstraat; 8 maart 2016.

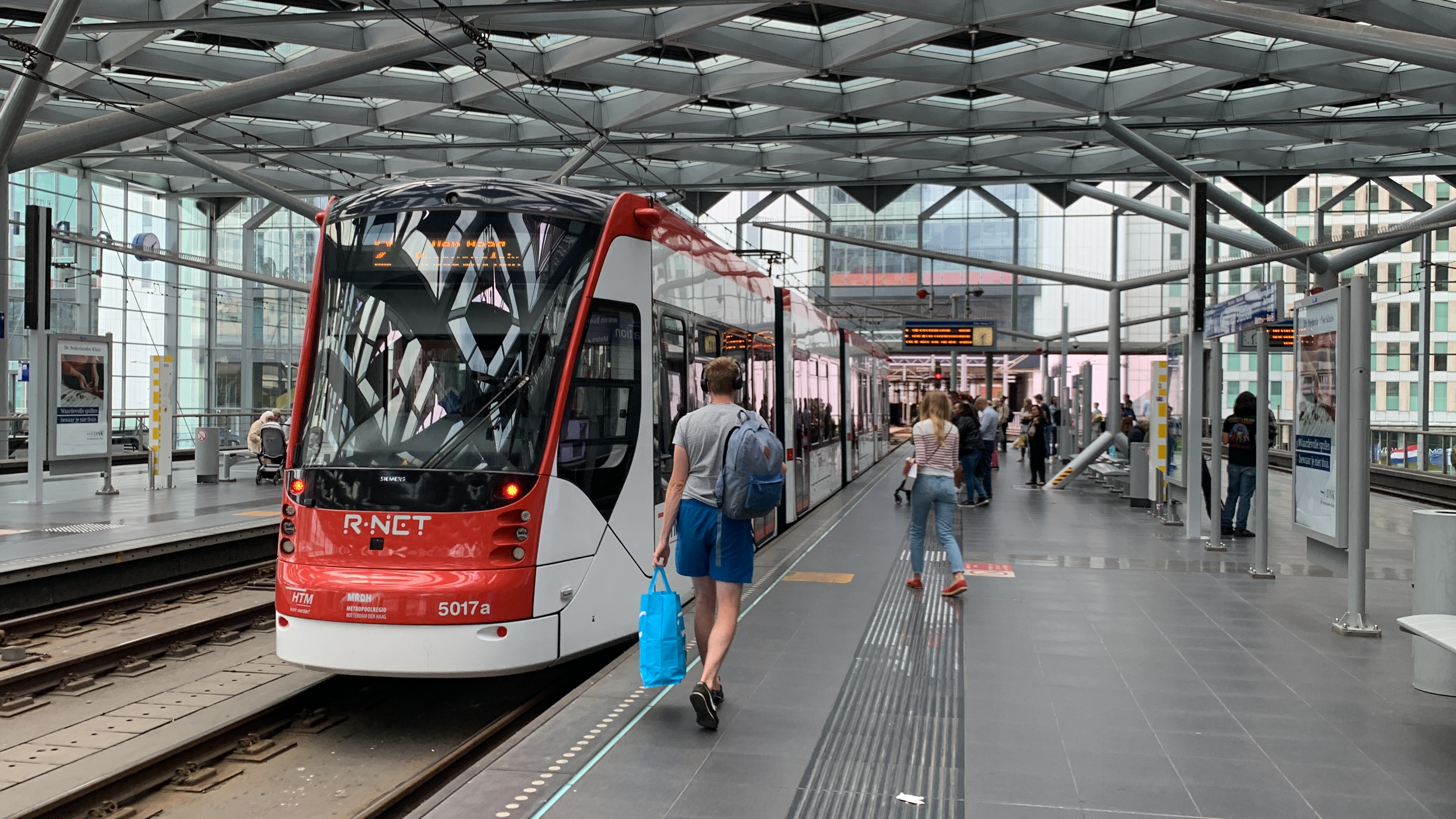
Avenio 5017 op 'CS-hoog'.

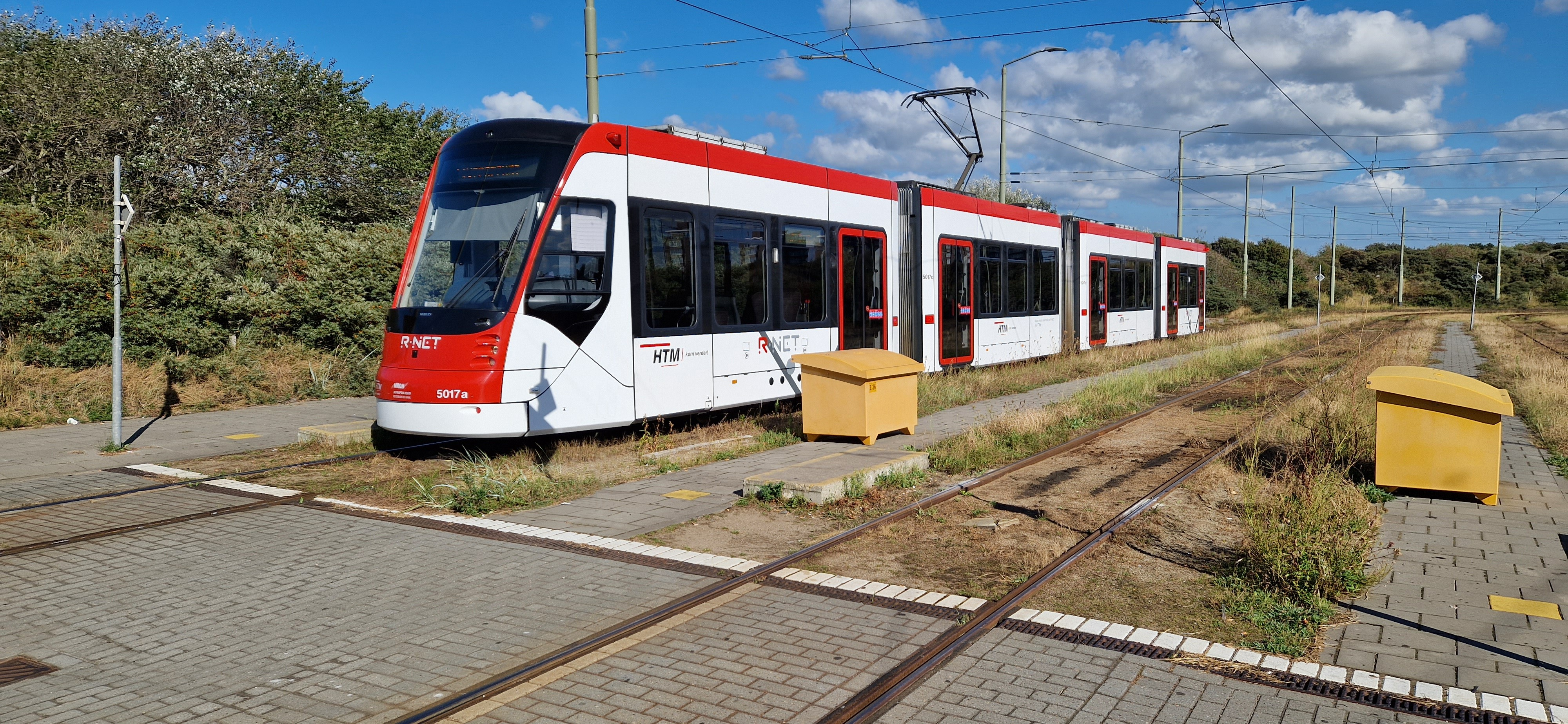
Avenio 5017 voorzien van witte beplating. Scheveningen, oktober 2022.

De Haagse Avenio is een serie van 70 vierdelige tweerichtingtrams van fabrikant Siemens Mobility voor vervoermaatschappij HTM voor haar tramnet in Den Haag. De aanschafkosten bedroegen rond de € 144 miljoen. Een eerste exemplaar (5003) van de Avenio werd op 5 juli 2014 bij de Haagse Grote Kerk gepresenteerd aan koning Willem-Alexander. Deze trams vervangen sinds 2015 een deel van de oudere GTL-trams in de hofstad. De HTM heeft bij de bestelling een optie genomen op nog eens 20 stadstrams van dit type en op 24 augustus 2017 nog eens 10. Begin 2020 waren alle exemplaren geleverd.

## Redenen voor aanschaf
Hoewel de GTL-trams nog dagelijks rijden worden voor de aanschaf drie hoofdredenen gegeven:
- De GTL-trams zijn uit de vroege jaren tachtig resp. negentig. Sommige onderdelen (draaistellen en elektromotoren) stammen zelfs uit de jaren zestig en zeventig. De oudste exemplaren zijn aan het einde van hun levensduur en het is steeds lastiger onderdelen te krijgen. In de jaren 2004-2013 heeft de HTM hiervoor gebruikte materialen gekocht van de tram van Marseille en de Brusselse tram.[4]
- Vanaf 2020 moet het openbaar vervoer in Nederland integraal toegankelijk zijn. Daarvoor moeten lagevloertrams ingezet worden.[5]
- De capaciteit van enkele lijnen zit aan haar grens. Er zijn grotere voertuigen nodig om meer reizigers te kunnen vervoeren.

## Technische beschrijving
Deze trams zijn van het type Avenio, een verdere ontwikkeling van de Combino Plus. Het concept komt overeen met dat van de niet meer leverbare AEG-lagevloertram. Net als bij de Combino zorgt dit voor een lagevloeraandeel van 100%. Dit is onder meer mogelijk doordat er geen vaste assen worden toegepast. Het verschil is dat de Combino wel zwevende wagenbakken heeft en de Avenio niet. Bij de Avenio hebben alle bakken wielen. Volgens de fabrikant zou dit minder slijtage leveren aan rails en wielbanden. Met een lengte van 35,0 m zijn ze bijna 2 meter korter dan de RegioCitadis, maar wel de langste stadstrams in Nederland. Van de 16 wielen kunnen er 12 aangedreven worden. De deuren in de B- en C-bak bevinden zich niet tegenover elkaar maar elk aan één kant, terwijl de voor- en achterdeur in de A- en D-bak zich alleen aan de rechterzijde bevinden.

## Reizigersdienst
De trams zijn uitgevoerd in de kleuren rood en donkergrijs van R-net. Vanaf 2022 worden de donkergrijze gedeeltes van de trams vervangen door een witte tint. Dit verbetert de zichtbaarheid. Omdat de Avenio's 20 cm breder zijn dan de GTL-trams werden halteperrons, bovenleidingmasten en rails aangepast of vernieuwd. De trajecten waarop ze rijden zijn aangepast. De trajecten van de lijnen 6, 12 en 16, die door relatief smalle straten rijden, zullen vooralsnog niet worden aangepast voor deze type tram en bleven bereden door de laatste serie GTL's. De overige trajecten zijn geleidelijk aangepast. Lijn 16 werd echter aangepast in 2022.
Op 2 november 2015 is de Avenio voor het eerst gaan rijden voor passagiers op lijn 2. Daarna volgde op 7 maart 2016 lijn 11, op 2 mei 2016 lijn 17, op 22 augustus 2016 lijn 9, op 3 april 2017 lijn 15 en op 20 juni 2022 lijn 16. Daarmee is het oorspronkelijke plan om na lijn 2 de drukke lijn 1 van Avenio's te voorzien verlaten, omdat de noodzakelijke aanpassingen op dit traject, met name de Scheveningseweg, op zich liet wachten. Oorzaak voor deze vertraging was een voortdurend verschil van mening aangaande de bestaande bomenrijen die moesten worden gekapt om ruimte te maken. In 2018, tot 2020, is het traject van lijn 1 tussen de Alexanderstraat en het einde van de Scheveningseweg (hoek Duinstraat) geheel geschikt gemaakt voor bredere trams.

## Aanpassen van het railnet
Door de hogere massa van de Avenio's gelden op diverse plaatsen snelheidsbeperkingen om ontsporingen te voorkomen, vooral in bogen en op trajecten waar het onderhoud de laatste jaren te wensen heeft overgelaten. Naast de aanschafkosten voor de nieuwe trams zijn grote kosten gemaakt om de infrastructuur geschikt te maken.
- De route van lijn 2 had al voor de levering van de nieuwe trams geschikte infrastructuur, omdat lijn 2 al reed met de Haagse RegioCitadis en deze qua vloerbreedte vergelijkbaar is met de Avenio trams. Wel moesten enkele haltes en installaties hiervoor aangepast worden. De route van RandstadRail 3 en 4, het traject tussen Loosduinen / De Uithof en Brouwersgracht en lijn 6 in Leidschendam worden gebruikt bij calamiteiten op lijn 2.
- De route van lijn 9 werd op het trajectgedeelte Scheveningen – Centraal Station bijna geheel opnieuw ingericht met nieuwe tramhaltes, nieuwe bedding, nieuwe sporen en bovenleiding. De Bosbrug werd vernieuwd om de zwaardere trams te kunnen dragen. Om een keergelegenheid te verkrijgen werd een kopspoor (tailtrack genoemd) bij Madurodam aangelegd. Tussen station Hollands Spoor en het eindpunt Vrederust kwamen nieuwe haltes, gedeeltelijk nieuwe rails (Melis Stokelaan), gedeeltelijk nieuwe bovenleiding en een kopspoor bij de Wouwermanstraat. In de binnenstad is de Spuibrug bij de Bierkade geheel vervangen en is de route over het Spui ontdaan van kleine slingerbewegingen.
- De route van lijn 11 werd geheel aangepast voor de nieuwe trams: nieuwe en langere haltes, een verzwaring en aanpassing van de kademuren langs de Conradkade oostelijk van de Laan van Meerdervoort. Tevens werden de muren langs de Parallelweg bij de halte Jacob Catsstraat vernieuwd, die ook aan lijn 9 ten goede komt.
- Het gehele traject van lijn 15, die tijdens de aanleg tussen 2000 en 2002 al gedeeltelijk op niveau van R-Net was gebracht, kreeg nieuwe haltes. De sporen op de Lange Vijverberg werden geheel vervangen. Ook de krappe route over de Rijswijkseweg en de Haagweg in Rijswijk werd opnieuw aangelegd. Om de doorstroming van de tram – en het overige verkeer – over de Hoornbrug te verbeteren, zou deze enkele meters worden verhoogd. Dit plan ging echter niet door.[7]
- De route van lijn 17 is sinds de aanleg begon in 1997 al gedeeltelijk op niveau van R-Net en heeft nieuwe haltes gekregen. De krappe route in het Laakkwartier (Gouverneurlaan - Oudemansstraat) is verbeterd. De haltes Leeghwaterplein, Oudemansstraat en Lorentzplein zijn in 2015 op niveau van R-Net gebracht. De in-/uitrukroute van Remise Zichtenburg naar Wateringen v.v. via de route van lijn 16 zijn alleen de haltes vernieuwd. De overige infrastructuur voldoet al aan de voorwaarden voor de Avenio trams.
- Verbouwingen die alle lijnen ten goede komen zijn de aanleg van lange middenperrons in de Rijnstraat bij het Centraal Station en op het Stationsplein voor het Hollands Spoor. Deze zogenoemde "tophaltes" moeten grote stromen reizigers comfortabel kunnen opvangen. Op de Kalvermarkt, het Hobbemaplein, Leyweg en bij het Kurhaus zijn ook dergelijke haltes.
- Remise Zichtenburg is de vaste remise van de Avenio trams. Deze werd hiervoor verbouwd, het project werd in 2013 en 2014 uitgevoerd. In 2015 werd besloten een extra openluchtstallingslocatie naast de remise Zichtenburg te bouwen. Daar kunnen bijna 40 Avenio-trams buiten en beveiligd gestald worden. Hierdoor ontstaat er meer stallingscapaciteit bij remise Zichtenburg. In het december 2016 is het opstelterrein in gebruik genomen onder de naam Meppelwerf.[8]
- In 2022 is de route van lijn 16 aangepast en werd deze lijn in de exploitatie gekoppeld aan lijn 15.

Sommige stadslijnen zoals 6, 12 en 16 zijn echter (deels) te smal om aangepast te worden naar de bredere Avenio trams. Hierdoor was HTM genoodzaakt om nog een nieuwe tram te bestellen om de GTL-trams volledig te kunnen vervangen. In 2022 heeft HTM hiervoor met Stadler een contract afgesloten voor de levering van 62 nieuwe TINA type trams.

## Aanpassingen in de loop der jaren
- In 2016 kreeg de 5025 als eerste Avenio voorzien van totaalreclame. Dit was in eerste instantie eenmalig. Vanaf 2023 mogen de andere trams worden voorzien van totaalreclame.
- In 2017 werden de vasthoudmogelijkheden in de tram verbeterd. Zo kregen alle trams een nieuw type vasthoudlussen ter vervanging van de oude. Ook kwamen bij elke vier-zitsbank twee extra vasthoudlussen. In elke cabinebak werd voorzien van extra stangen die werden gemonteerd aan het plafond of de andere stang. Daarnaast werd het rolgordijn achter de bestuurderscabine vervangen voor donkergrijze folie die aan de ruit werd bestickerd. De ruitenwisser werd in stilstand verwisseld van de rechterkant naar de linkerkant.
- In 2018 en 2019 kregen de trams rijhulpsystemen (Advanced Driver Assistance Systems, ADAS). Dit om de bestuurder te waarschuwen wanneer de verkeersveiligheid in het geding komt of grijpt het systeem zelf in wanneer er een kritieke situatie ontstaat. Ook kwamen er extra camera's aan de voor-/achterkant van de tram.
- In 2019 werden de reisinformatieschermen in de tram voorzien van actuele haltetijden en overstapinformatie. Ook werden de achtergrond kleur veranderd van rood naar lichtgrijs.
- In najaar 2020 werden de a- en b-cabine van de trams voorzien van wagennummers op de rode klepjes van de noodontgrendeling van de deur.
- In 2021 werden de trage en niet-toekomstbestendige OV-chipkaartlezers vervangen voor nieuwe lezers. Met deze lezers kunnen de reizigers ook reizen met hun betaalpas, creditcard of contactloos met hun smartphone.
- Van 2022 t/m 2025 kregen 58 trams een corrosie-behandeling. De beplating op de trams waren sneller verroest. Hierdoor werden de beplating volledig vervangen. Tijdens de vervanging kregen de trams een nieuwe kleurstelling. Het bekende R-net donkergrijs werd vervangen voor een witte tint. Dit verbetert de zichtbaarheid. Ook zorgt voor de eenheid van HTM vloot trams en bussen, waar de toekomstige trams en bussen ongeveer dezelfde kleurstelling krijgen. De overige twaalf trams (5008, 5044 en 5061 t/m 5070) krijgen een aparte corrosie-behandeling aangezien deze trams of al eerder een behandeling kregen of zijn nog niet langdurig in dienst. Om de trams van dezelfde kleurstelling te voorzien worden ze bestickerd met speciaal folie.
- Sinds 2024 worden de bekende R-net paarse stoffen stoelbekleding, die versleten zijn, vervangen voor een nieuwe sterkere rode skaibekleding. De 5007 werd in 2022 al voorzien. In 2025 zijn nog niet in alle trams vervangen.
- Begin 2024 werden op de bestemmingsfilm een wijziging doorgevoerd. Tussen het lijnnummer en de bestemming met een enkele regel werd een koppelteken – toegevoegd, bijvoorbeeld 2 Leidschendam werd 2–Leidschendam. Dit om duidelijk onderscheid te maken. Bestemmingen met een dubbele regel werden geen wijzigingen doorgevoerd.
- Vanaf voorjaar 2024 werd bij het beginpunt van de lijn het aantal vertrekminuten vertoond op de bestemmingsfilm, bijvoorbeeld "Vertrek over: 5 minuten", "Vertrek binnen: 1 minuut" en "Gaat vertrekken".

## Interieurfoto's

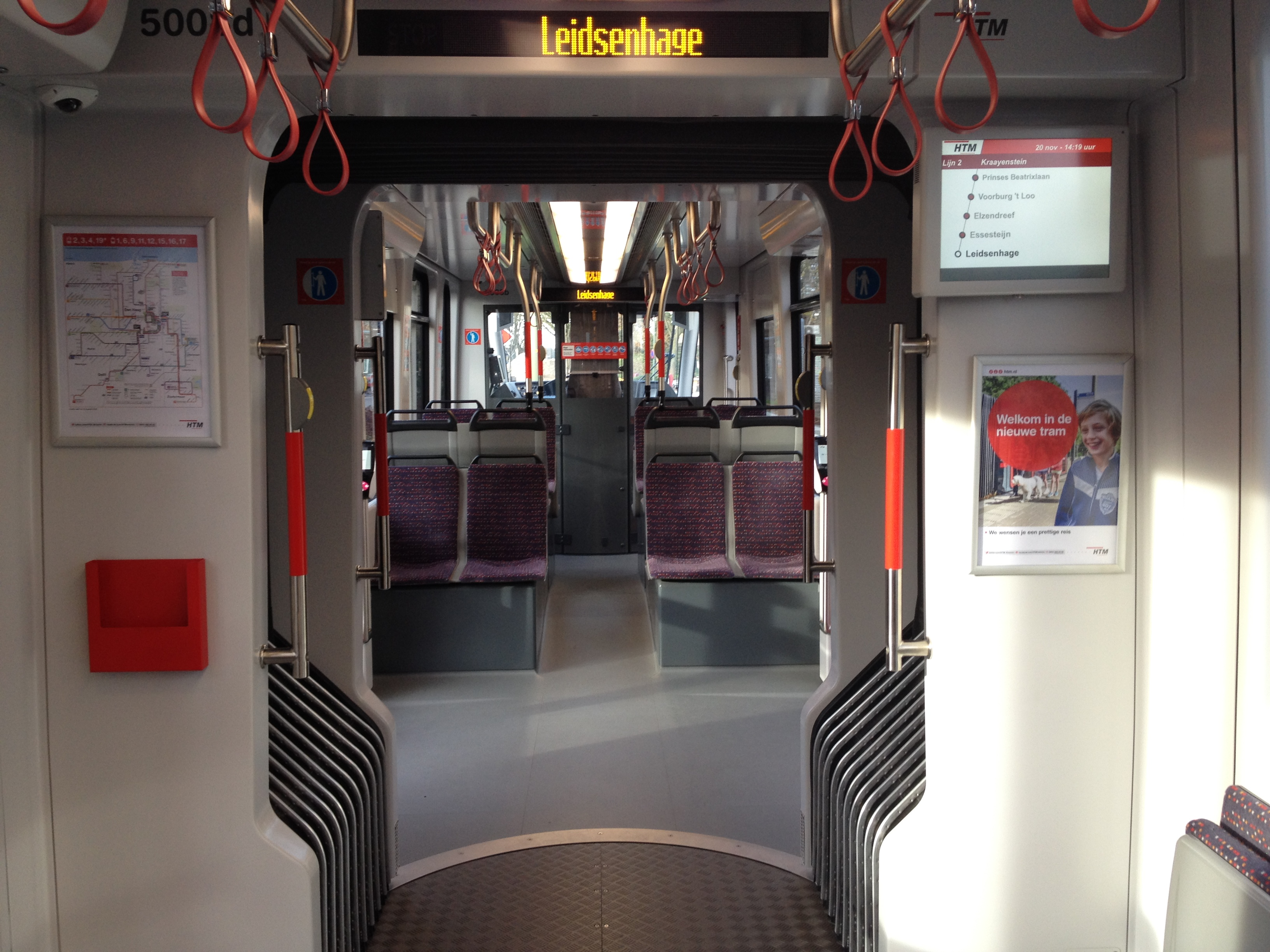
Interieur bak b
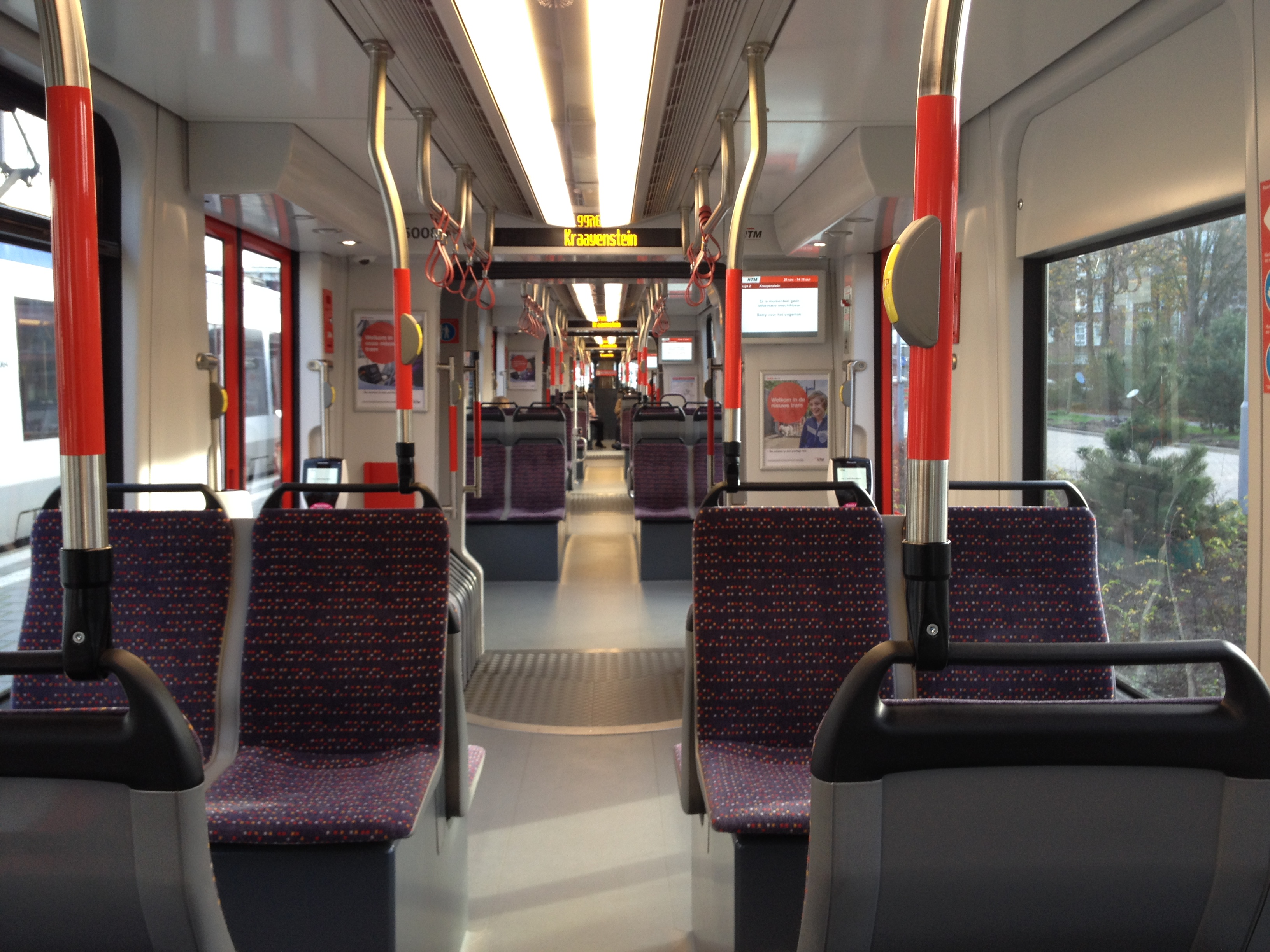
Interieur bak b, d, c, a
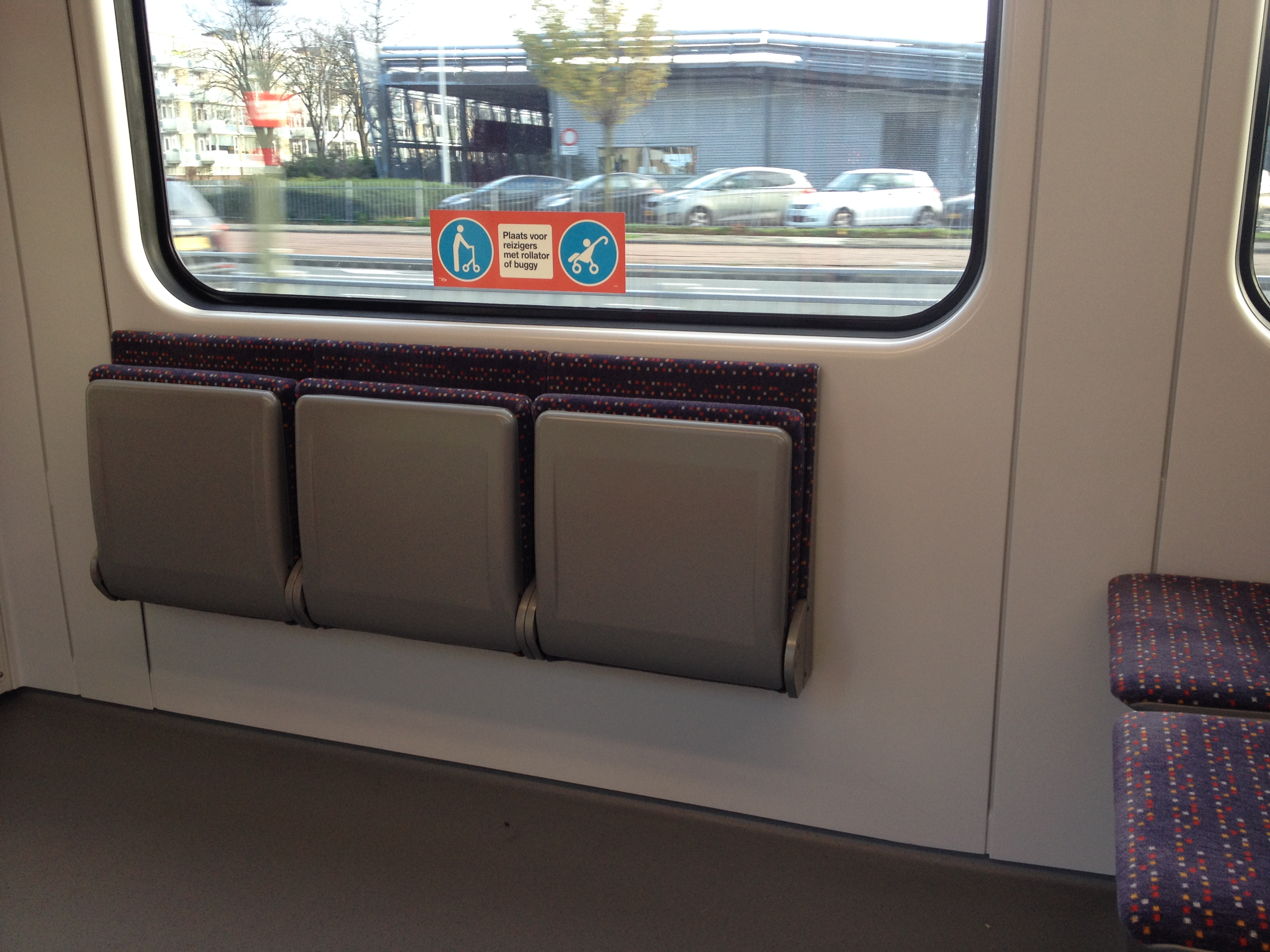
Plaats voor rollator & buggy; bak d
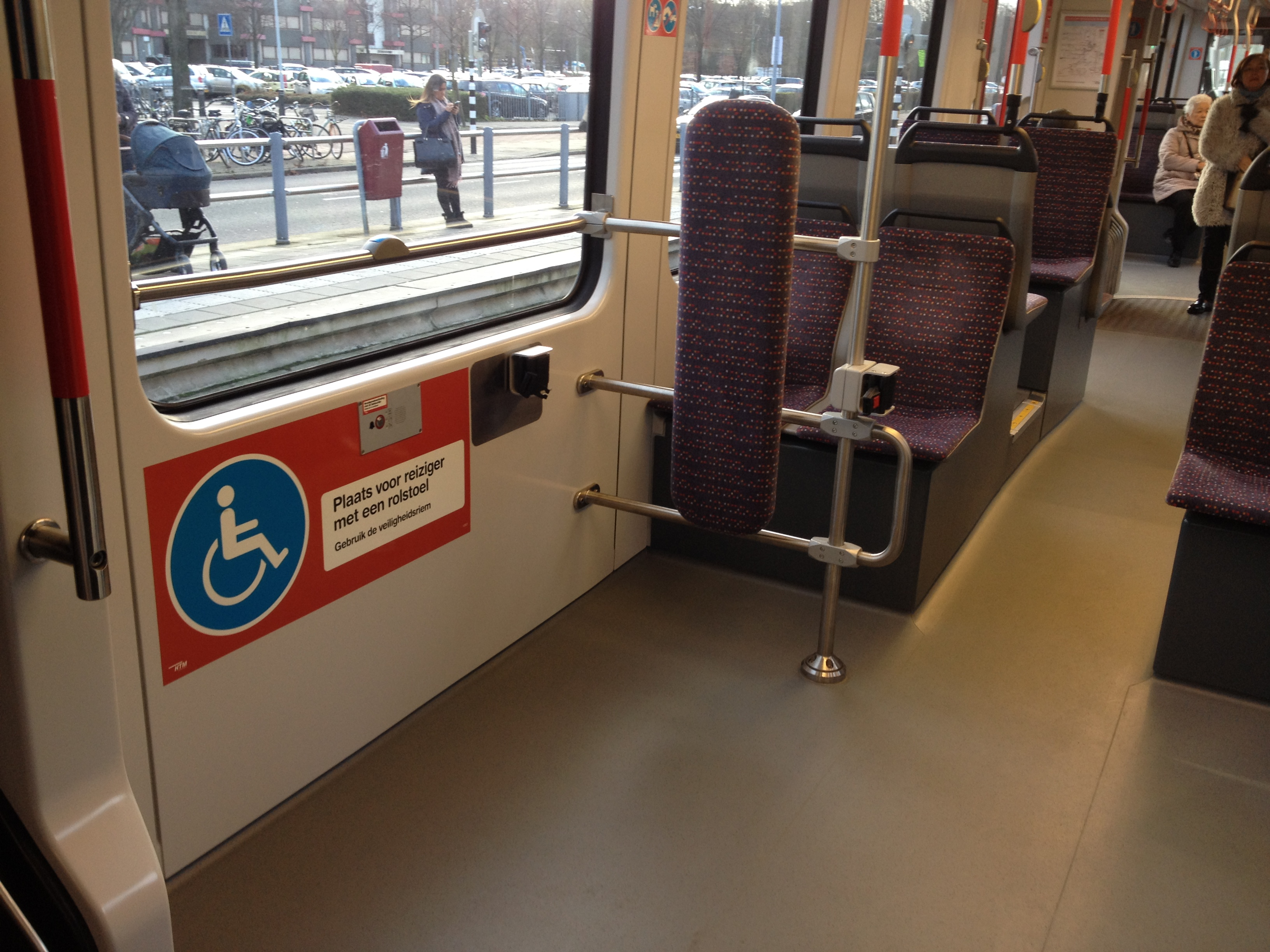
Plaats voor rolstoel; bak d/c
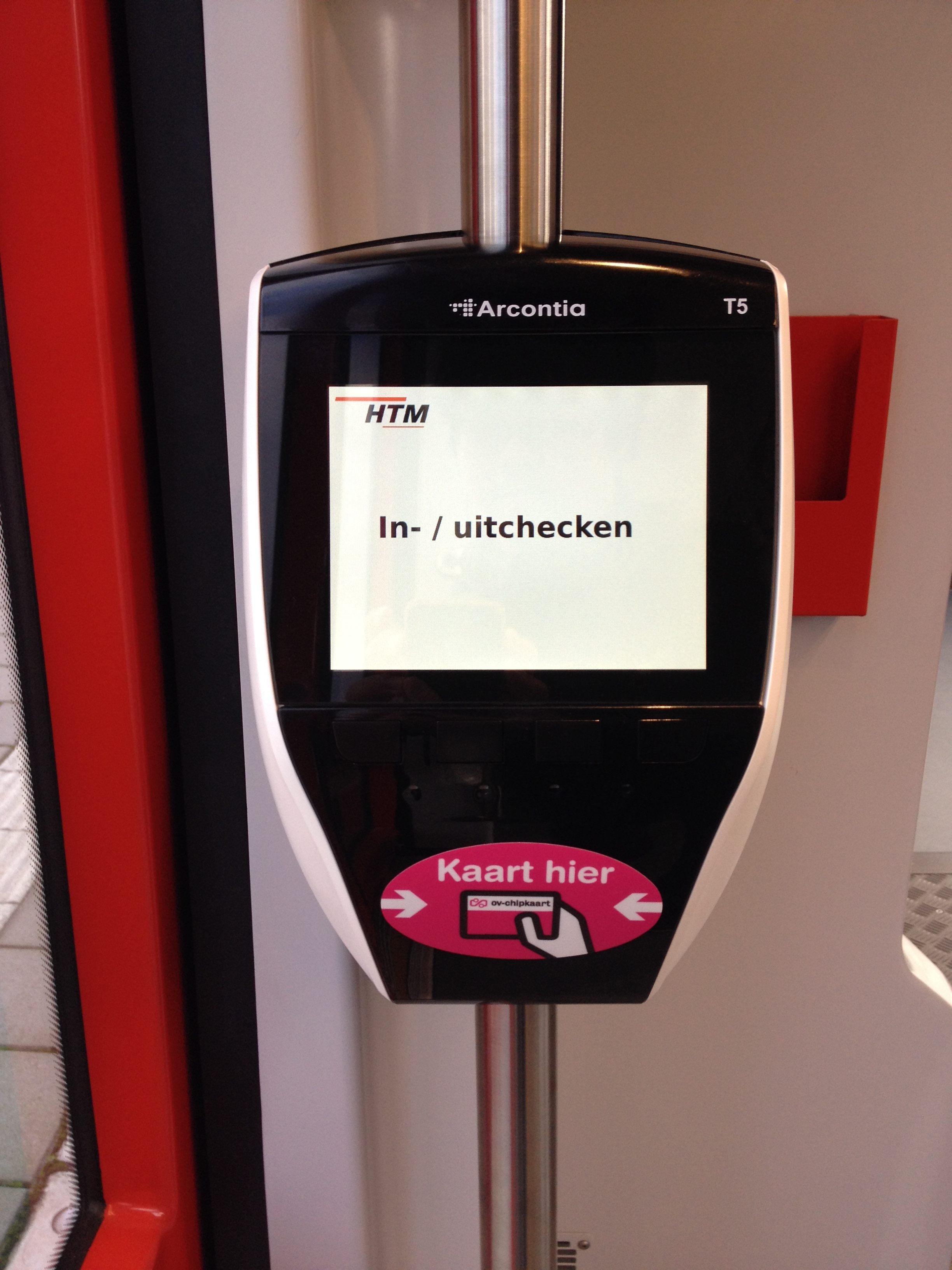
OV-chipkaartlezer van Siemens
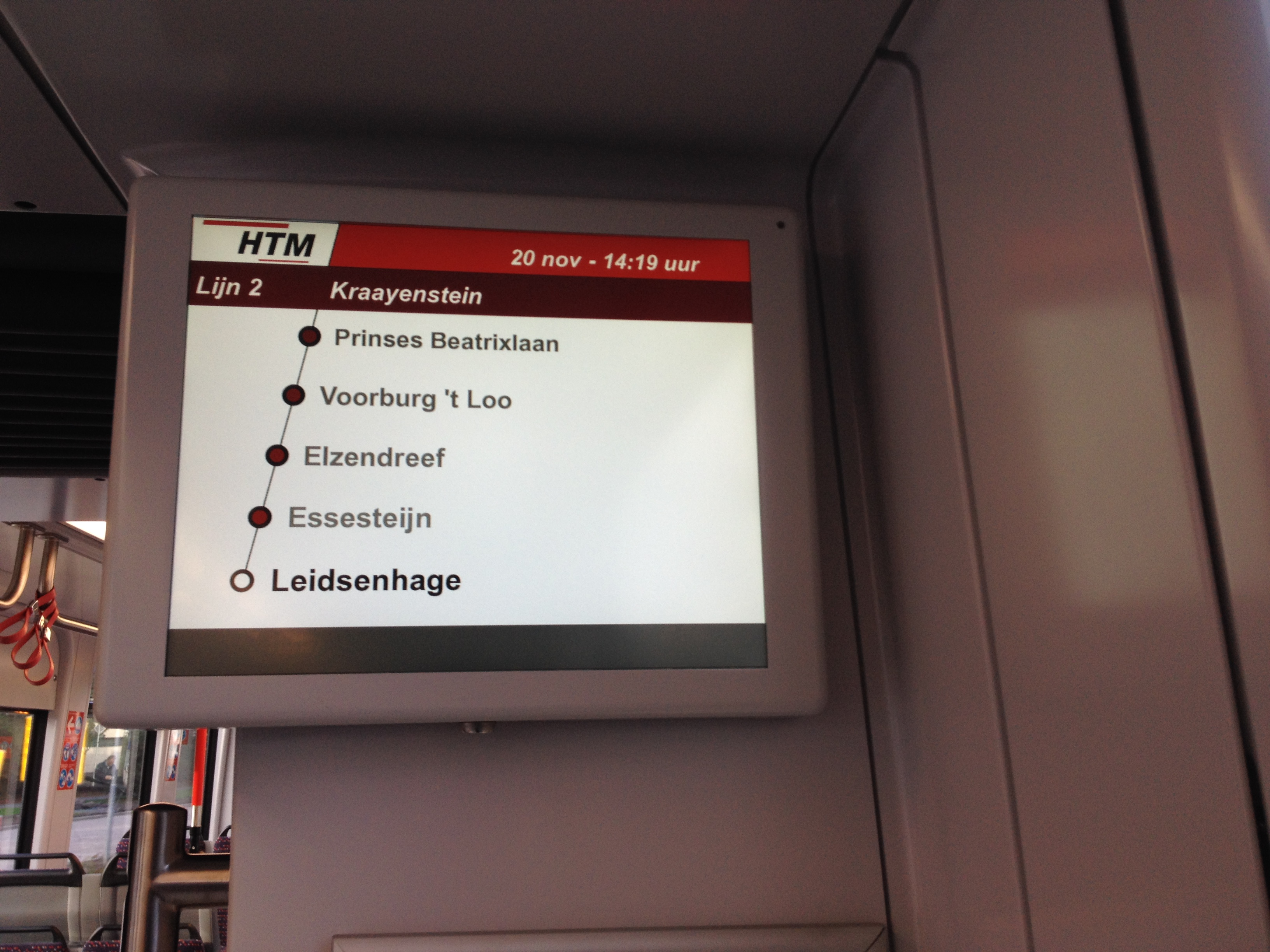
Reisinformatiescherm (oude variant)
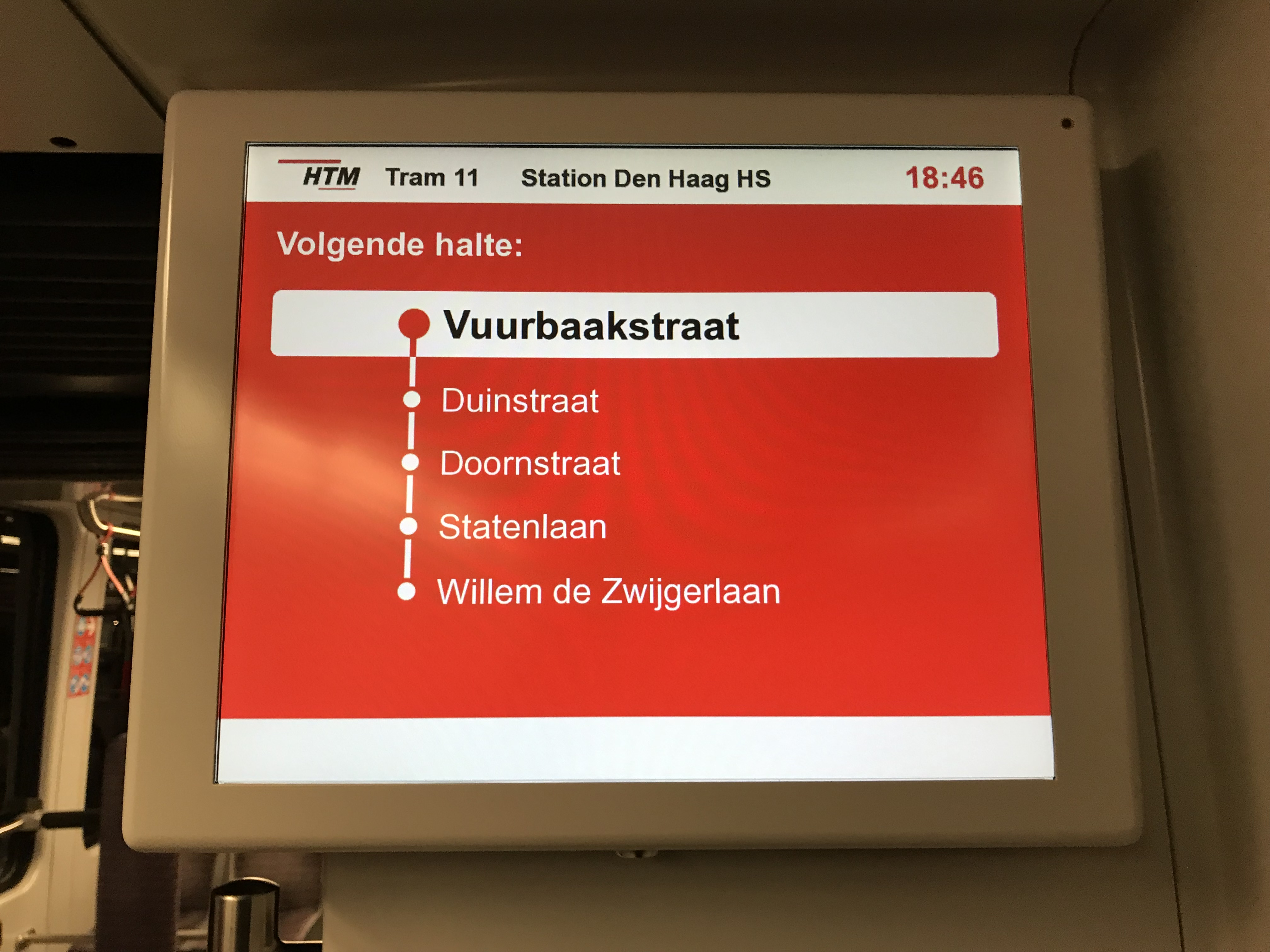
Reisinformatiescherm (tweede variant)
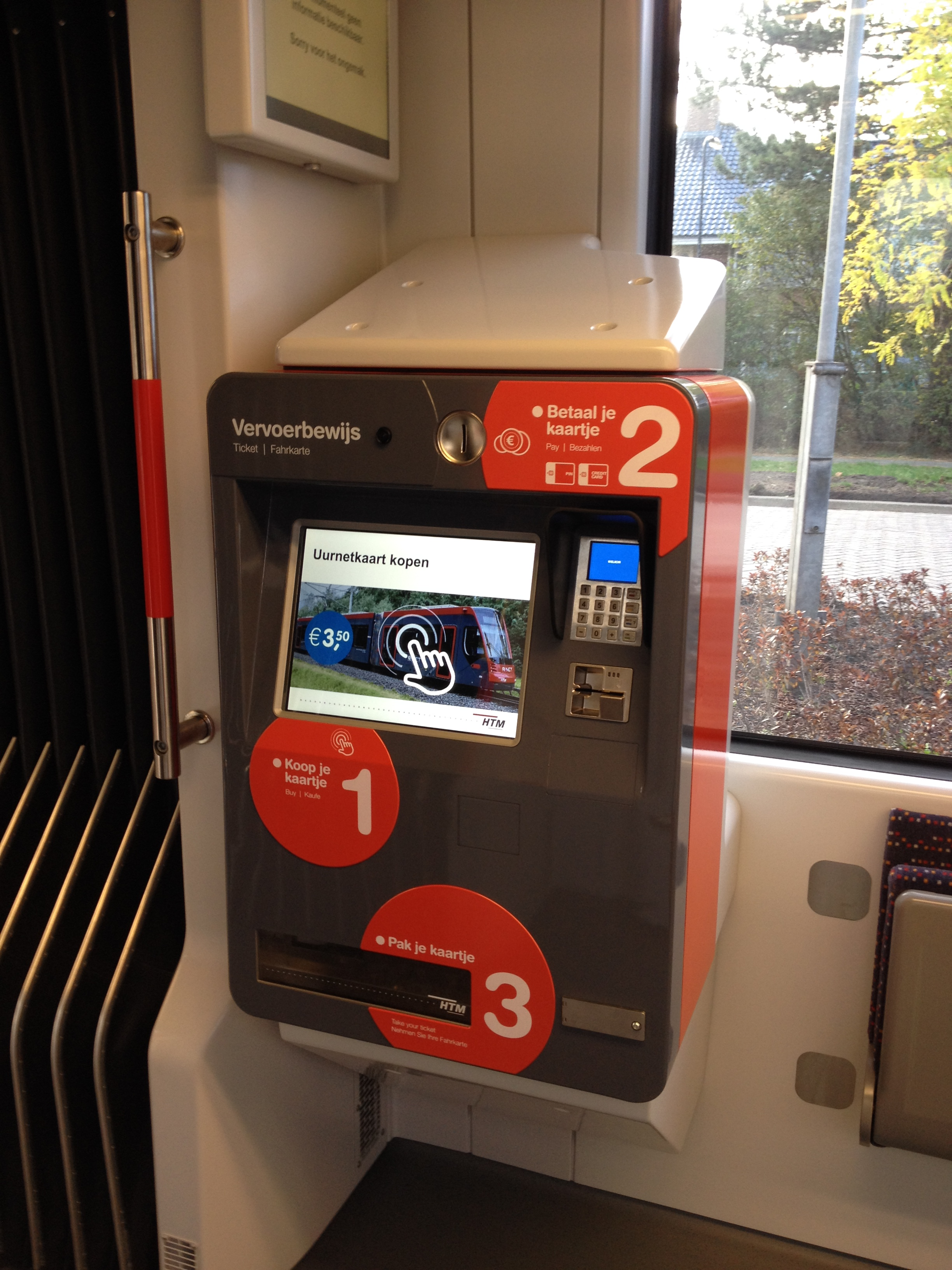
Kaartjesautomaat; bak c
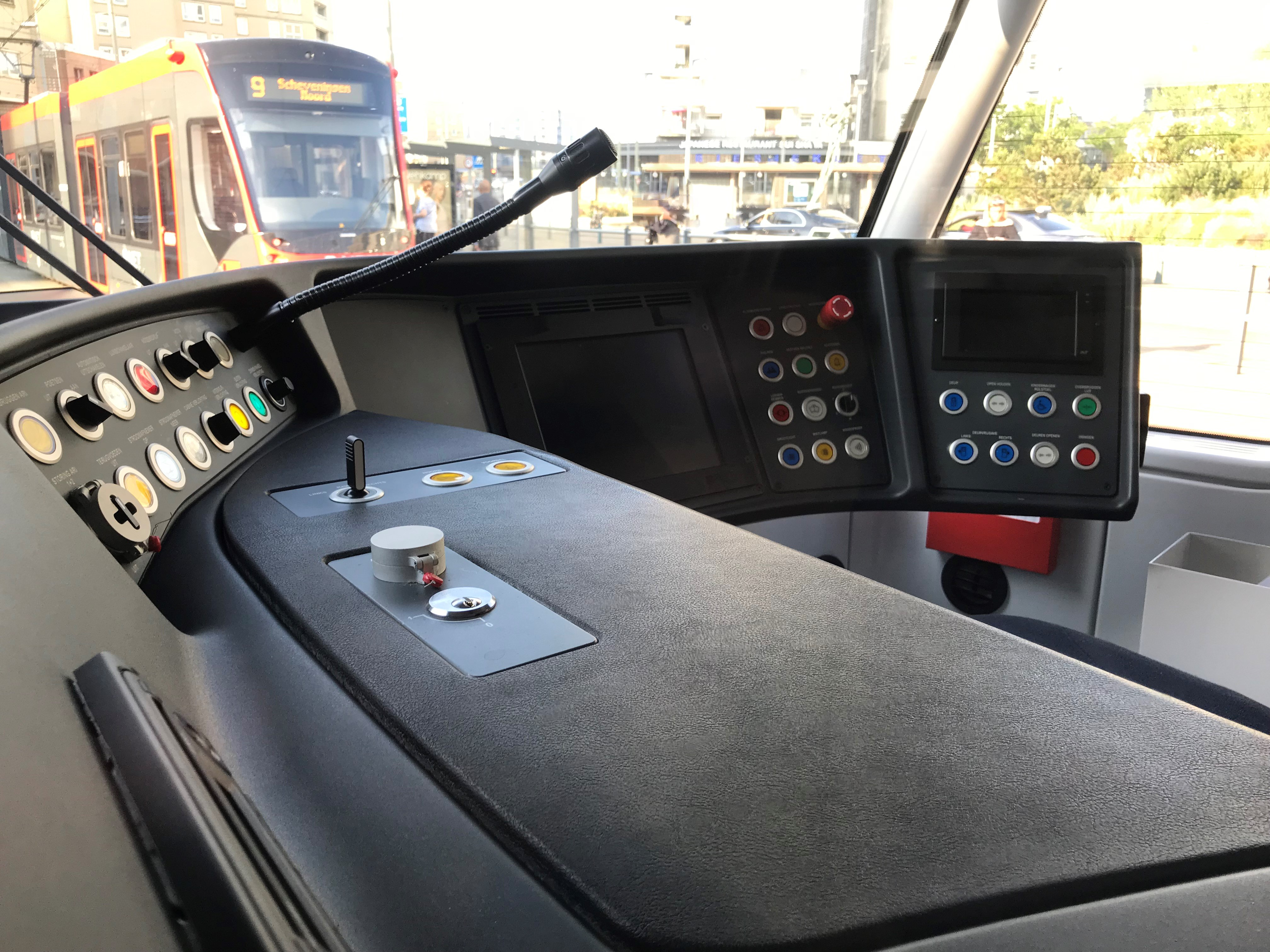
Bestuurderscabine (linkerzijde)
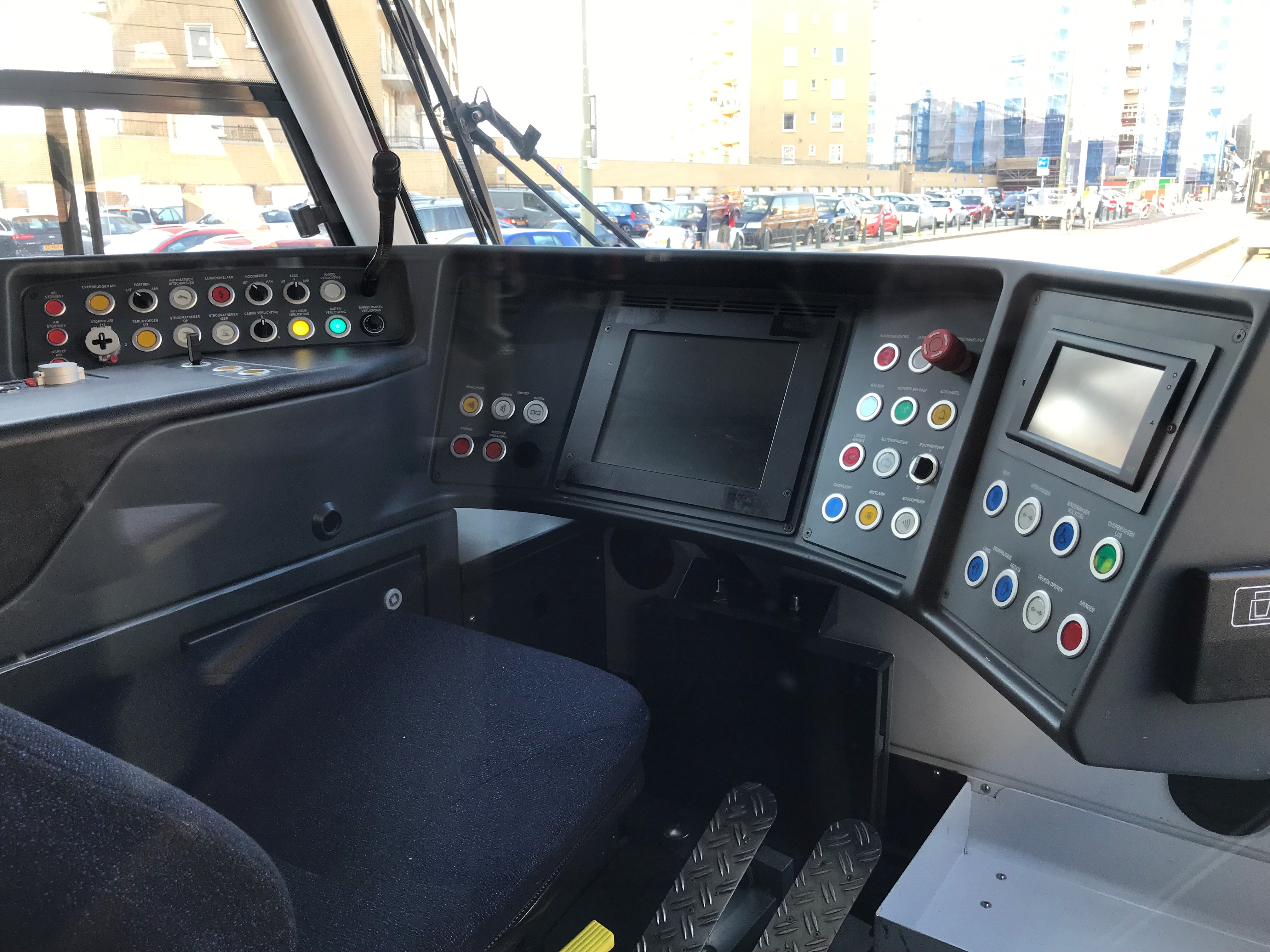
Bestuurderscabine (rechterzijde)